# 蝶魮
蝶魮（学名：Barbus papilio）為輻鰭魚綱鯉形目鯉科的其中一個種。該物種於1979年由Keith Edward Banister和Roland G. Bailey描述，分布於非洲剛果民主共和國東部Kasuku河流域，體長可達2.1公分。

## 扩展阅读
維基物種上的相關：蝶魮